# Dusona korta
Dusona korta är en stekelart som först beskrevs av Cheesman 1953.  Dusona korta ingår i släktet Dusona och familjen brokparasitsteklar. Inga underarter finns listade i Catalogue of Life.